# Ламинарен поток
В хидродинамиката, ламинарен поток е такъв поток, чиито токови линии са успоредни, в противовес на турбулентния поток. Разграничение между ламинарен и турбулентен поток може да бъде направено и според критерия на Рейнолдс.
Ламинарният поток се характеризира с висока степен на разсейване на момента на импулса, незначителна конвекция, налягане и скорост, независещи от времето.
При флуид, за който числото на Рейнолдс е много по-малко от 1, се наблюдава течение на Стокс. При него инерчните сили са пренебрежими в сравнение с вискозните. Въобще, колкото по-вискозен е даден флуид, толкова по трудно преминава в турбулентен режим. Преходът между нетурбулентен и турбулентен режим е актуален казус в съвременната наука.
Ламинарност и турбулентност са важни понятия в самолетостронетето. Например, поради вискозитета на въздуха, слоят, който е непосредствено до крилото, се привлича от конструкцията. Този слой се нарича ламинарен, а профилът на крилото е направен така, че да следва токовата линия на ламинарния слой.